# Der Tor aus Tokio

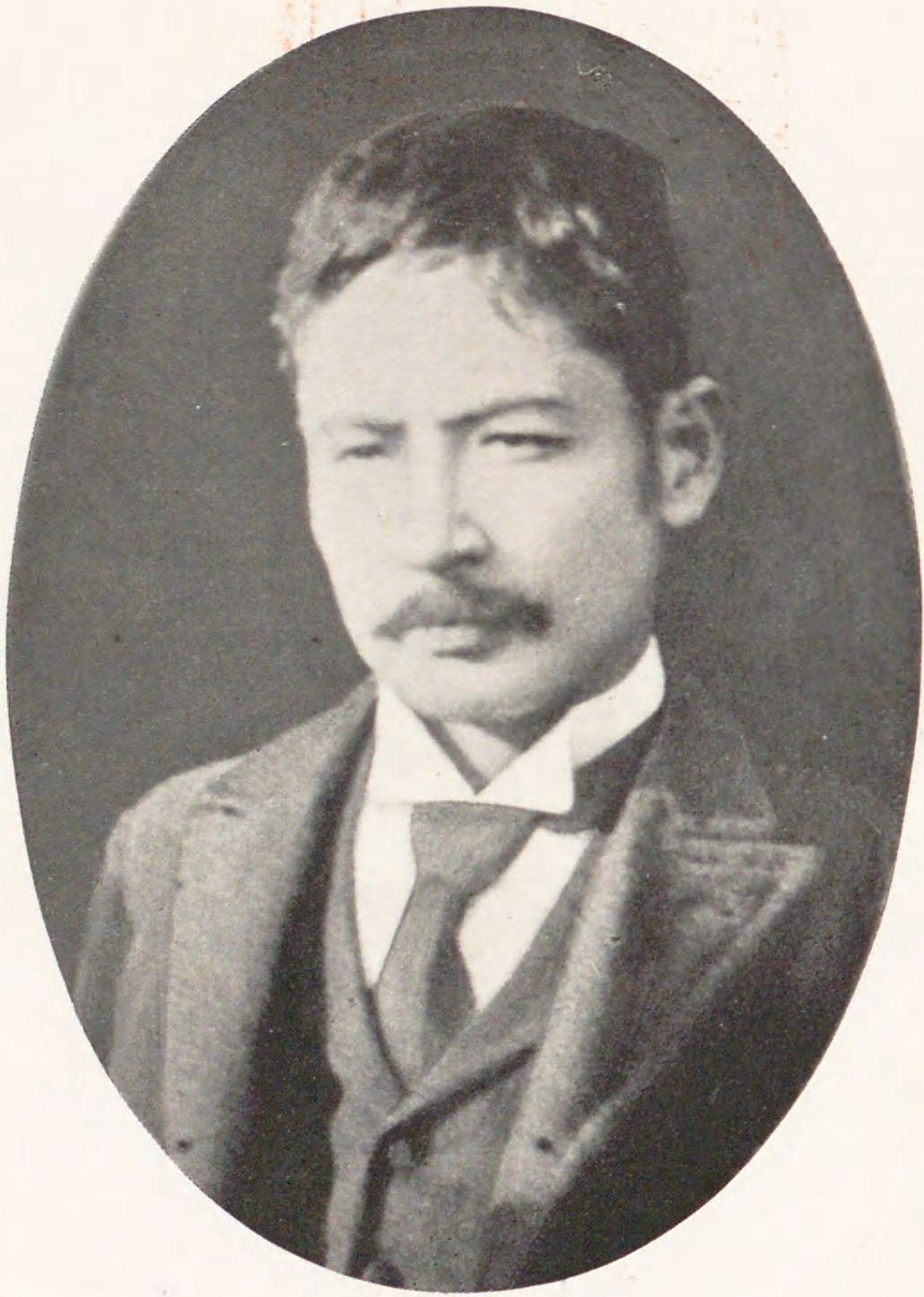
Natsume als Lehrer

Der Tor aus Tokio (japanisch 坊ちゃん, Botchan) ist ein Roman des japanischen Schriftstellers Natsume Sōseki (1867–1916). Der Roman erschien 1906 als „Anhang“ (nicht als separater Band) der Zeitschrift „Hototogisu“. Später wurde das Buch vielfach nachgedruckt und übersetzt. Die deutsche Übersetzung von Jürgen Berndt und Seiei Shinohara erschien erstmals 1965 im Aufbau Verlag. Das Buch, das in 11 Kapitel gegliedert ist, handelt von dem jungen, aus Tōkyō stammenden Lehrer, der seine erste Stelle an einer Schule in der Provinz antritt. Natsume verarbeitet in dem Buch Erinnerungen an seine Lehrtätigkeit 1894 in Matsuyama auf Shikoku.

## Inhalt
Im ersten Kapitel berichtet der Ich-Erzähler, dass ihn seine Haushälterin Kiyo liebevoll „Botchan“ nannte und nennt, was eine Verniedlichung des Begriffs „Boya“ (坊や) – „Junge“ ist. Er berichtet dann über seine Jugend mit schwierigen Eltern und einem schwierigen Bruder. Nach dem Ableben der Eltern gibt sein Bruder ihm aus dem Erbe einen Geldbetrag, mit dem der Erzähler eine dreijährige Ausbildung zum Physiklehrer bezahlen kann.
In den nächsten Kapiteln tritt der Erzähler seine Stelle an einer Schule in einer Provinzstadt an. Er wird seinen Kollegen vorgestellt und berichtet in einem kurzen Brief an Kiyo, welche Spitznamen er ihnen gegeben hat. Er findet ein Zimmer in einem Gasthof, dessen Besitzer ihm unbedingt Malerei und Tuschsteine verkaufen will. Seine Schüler, die ihn in einem Nudel-Imbiss entdeckt haben, verhöhnen ihn. Sie wissen auch, dass er, wie auch seine Kollegen, zum nahe gelegenen Thermalbad fährt. Der Erzähler wird gleich zur Nachtwache im Internat der Schule eingeteilt, wobei die Schüler ihm Heuschrecken ins Bett stecken und später draußen Lärm machen.
Es kommt zu einer Konferenz zu dem Vorfall, wobei die Kollegen der Meinung sind, man dürfe die Jugend nicht zu sehr bestrafen. Sein Wirt will ihn loswerden, er zieht aus und sucht sich ein neues Zimmer und findet eines bei einer alten netten Dame. Sie weiß über den Klatsch in der Stadt Bescheid, dass die Männer hinter einem hübschen Mädchen her sind, das „Madonna“ genannt wird. Madonna sollte eigentlich „Kürbis“, also den Chinesisch-Lehrer heiraten. Die neue Wirtin mahnt den Erzähler, auch er solle bald heiraten.
Es findet eine Feier anlässlich des Sieges über China im Japanisch-Chinesischen Krieg 1894 bis 1895 statt. Daran schließt sich eine ausgiebige Feier am Abend an, auf der Kürbis, den die Kollegen loswerden wollen, verabschiedet wird. Er muss in die noch tiefere Provinz, bedankt sich dabei aber noch ehrerbietig. Die Feier endet in einer Prügelei, bei der der Erzähler verletzt wird. Die Zeitung berichtet darüber und schwärzt ihn und seinen Kollegen „Stachelschwein“ an. Dieser wird entlassen, der Erzähler kündigt deswegen auch. Bevor sie gehen, verprügeln sie noch die Anschwärzer.
Zurück in Tōkyō findet der junge Lehrer Arbeit bei einer Straßenbahngesellschaft bei einem Lohn, der nur fast halb so hoch ist, wie sein vormaliges Lehrergehalt.

## Nachbemerkung
Das Buch erfreut sich trotz des zeitlichen Abstandes bis heute großer Beliebtheit in Japan, denn mit „Schule“ wird ja immer die Erinnerung an merkwürdige Lehrer und Schülerstreiche verbunden. Berühmt in Natsumes Buch sind die Spitznamen, die der junge Lehrer in der Erzählung seinen Kollegen zuschreibt. Natsume, der in dem Buch seine Erinnerung an seine kurze Lehrtätigkeit verarbeitet, deutet an – wie auch in seinen anderen Büchern –, wie groß um 1900 noch der Unterschied ist zwischen der weltgewandte Metropole Tōkyō und der schlichten Provinz. Um den Lehrer nicht zu überlegen darzustellen, wird der aus Tōkyō kommende Lehrer in der Erzählung als etwas unwissend gekennzeichnet, was alte Kunst und was Bashōs Gedichte, die Haiku angeht.
Der Übersetzer Berndt lässt den Text frei von Fußnoten oder Hinweisen, so dass man bei Natsumes Text bleibt und nicht gleich zum Kleingedruckten oder ins Glossar (das auch hier vorhanden ist) wechselt. Es fehlt im Glossar allerdings der Hinweis, dass es sich bei dem besuchten Thermalbad um das real existierende Dōgo Onsen handelt.

## Würdigung
Berndt weist in seinem Nachwort darauf hin, dass Natsume zwar selbst noch in der kleinbürgerlichen Welt verhaftet sei, aber sieht, dass eine neue gesellschaftliche Struktur der Gleichberechtigung notwendig ist. Weiter führt er aus, „Mit beißendem Spott, mit überlegener Ironie überschüttet er nicht ohne Selbstverspottung, nicht ohne Selbstironie die Gesellschaft, die Intellektuellen seiner Tage.“

## Benutzte Buchausgaben
- Der Tor aus Tokio. Übersetzt von Jürgen Berndt und Shinohara Seiei. Mit Erläuterungen der japanischen Begriffe und einem Nachwort von Berndt. Theseus Verlag, 1990, ISBN 3-85936-038-8.
- Botchan. Tuttle, 1968. ISBN 0-8048-0071-5. Englisch, ursprünglich 1922 erschienen
- Botchan. In: Natsume Sōseki zenshū 5. Chikuma Bunko, 1987. Nachwort von Yoshida Seiichi. ISBN 4-480-02162-0.
- Botchan. Shincho Bunko, 1979. Nachwort von Jun Etō. ISBN 4-10-101003-X.